# Wassili Georgijewitsch Sretenski
Wassili Georgijewitsch Sretenski (russisch Василий Георгиевич Сретенский; * 9. Januarjul. / 21. Januar 1860greg. im Dorf Krug, Ujesd Klin; † 20. Juli 1900 im Sanatorium Marienbad in Dubulti) war ein russischer Architekt.

## Leben
Sretenski studierte an der Moskauer Hochschule für Malerei, Bildhauerei und Architektur (MUSchWS) mit Abschluss 1885 als nichtklassischer Künstler der Architektur.
Nach dem Studium arbeitete Sretenski als Architekt des Moskauer Geistlichen Konsistoriums. Insbesondere projektierte er das Gebäude des Moskauer Geistlichen Konsistoriums an der Mjasnizkaja-Straße, das dann unter der Leitung Ilja Bondarenkos gebaut wurde. Auch erstellte er Bauten im stauropegialen Kloster Neu-Jerusalem in Istra und im stauropegialen Boris-und-Gleb-Frauenkloster in Anossino bei Istra.
Zusammen mit Gennadi Jerofejewitsch Popow führte er in Moskau ein Architekturbüro für die Ausführung privater Bauaufträge.
Sretenski starb im Sanatorium Marienbad in Dubulti und wurde in Moskau im Skorbjaschtschenski-Frauenkloster begraben.

## Werke (Auswahl)

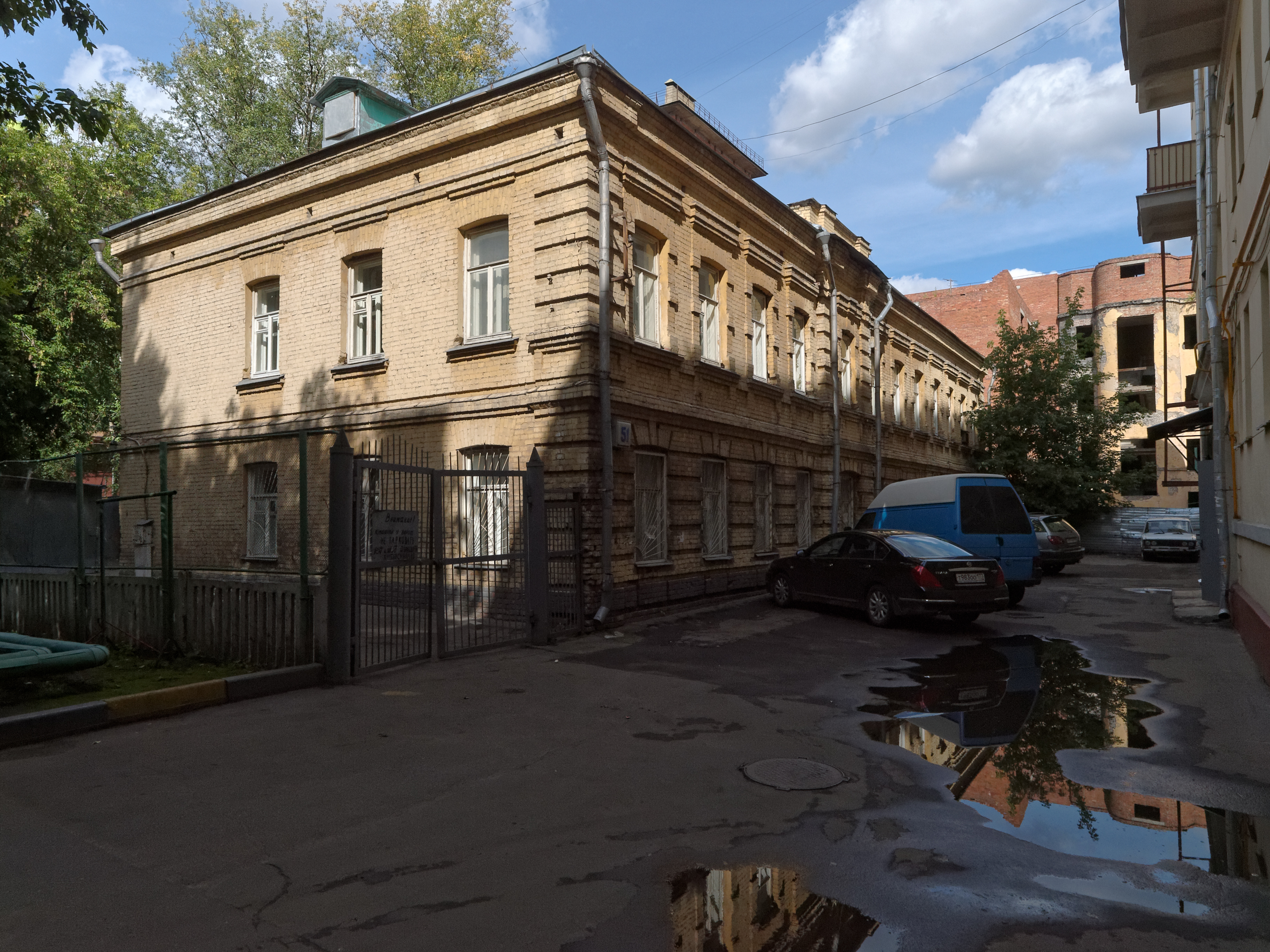
Pfarrhaus der Kosmas-und-Damian-Kirche (1893), Sadownitscheskaja-Straße 51, Moskau
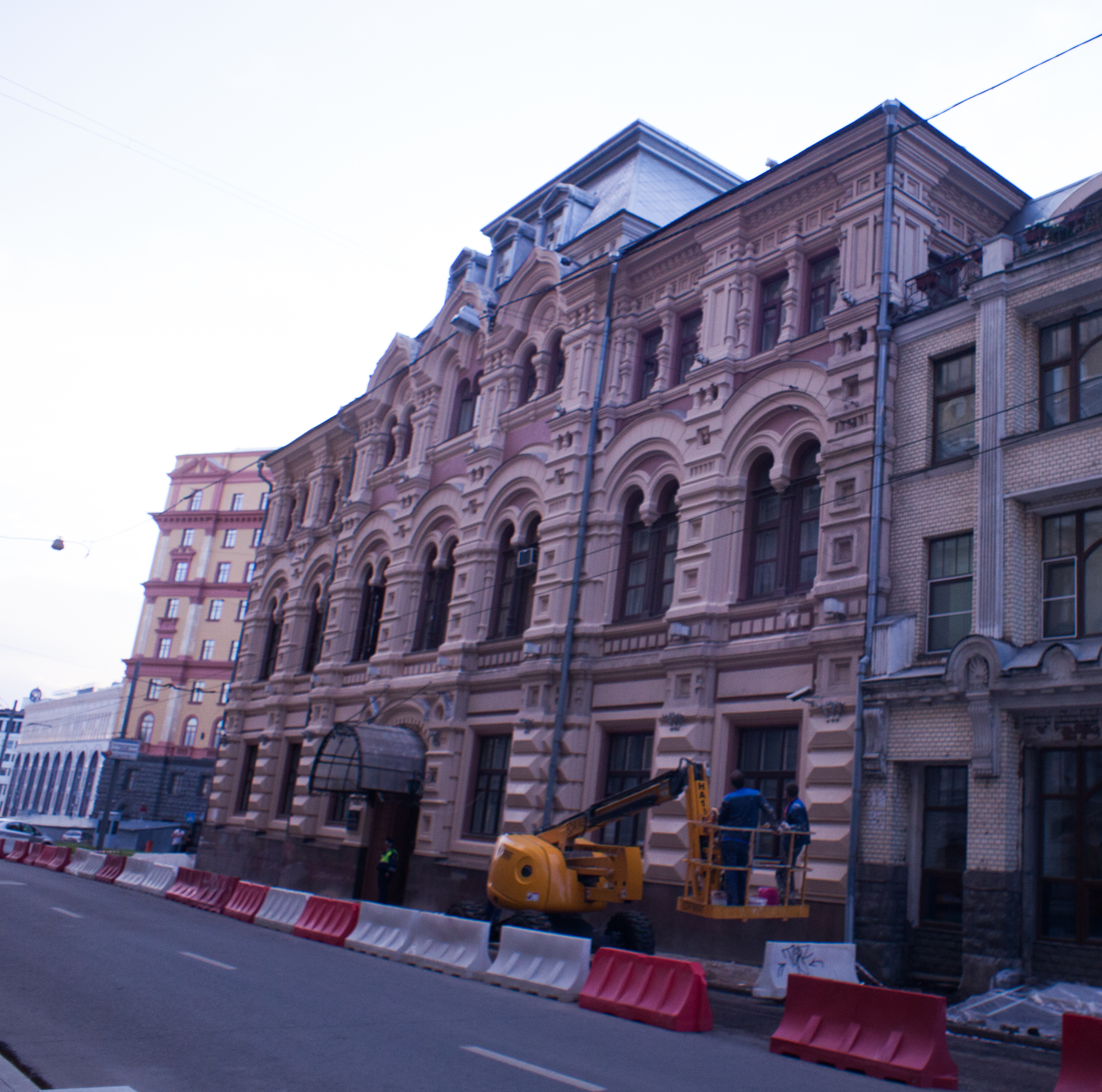
Moskauer Geistliches Konsistorium (1897), Mjasnizkaja-Straße 3, Moskau
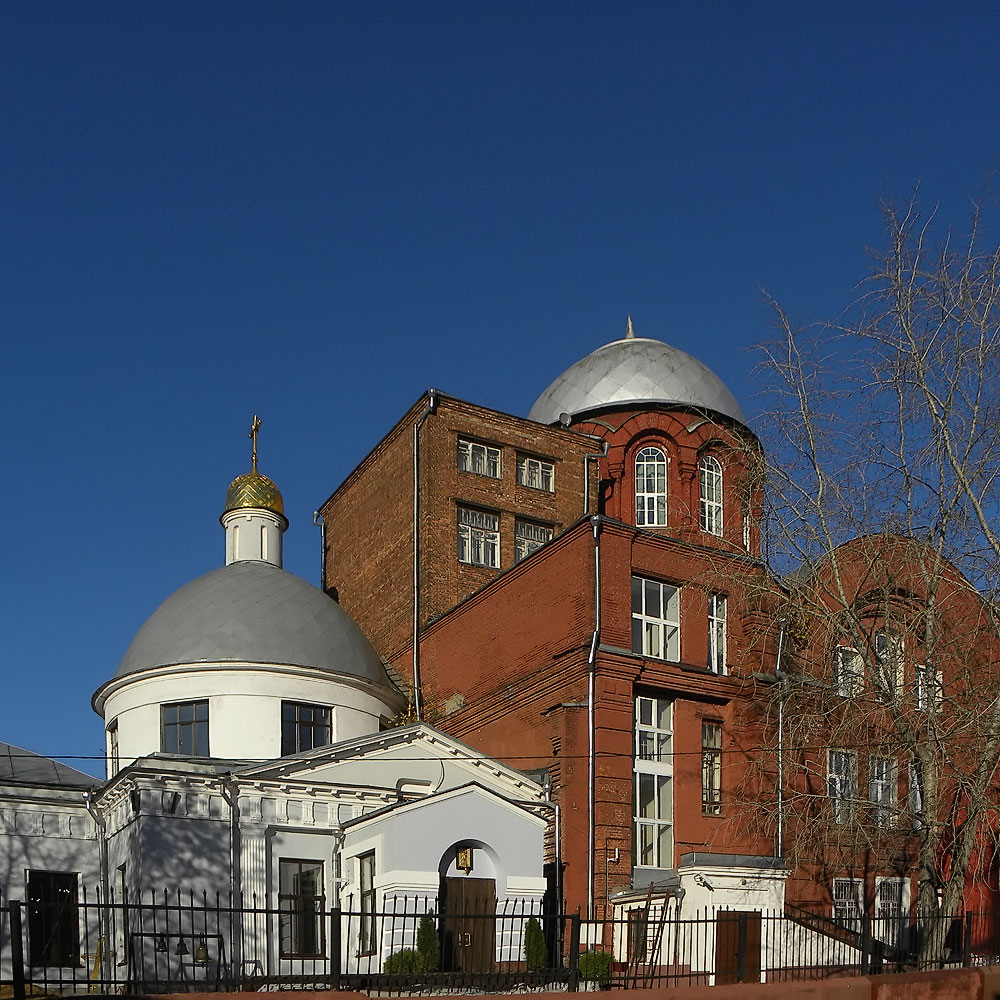
Die neue russisch-orthodoxe und georgisch-orthodoxe Kirche des Heiligen Georg (1899, Backstein, 1930 umgebaut zu einem Technikum) neben der alten Kirche der Georgier, Bolschaja-Grusinskaja-Straße 13, Moskau